# 锡兰醋栗
锡兰醋栗（学名：Doryalis hebecarpa）为大风子科木莓属下的一个种。